# Fajardo (Porto Rico)
Pour les articles homonymes, voir Fajardo.
La municipalité de Fajardo, sur l'ile de Porto Rico (Code International : PR.FJ) couvre une superficie de 80 km² et regroupe 32 124 habitants en 2020.

## Personnalités
- Isabel Andreu de Aguilar (1887-1948), écrivaine, éducatrice, philanthrope, suffragette et activiste de Porto Rico, y est née.